# Иоанн VIII (антипапа)
Иоанн VIII или просто Иоанн (лат. Ioannes VIII; 818 — ? годы) — римский антипапа. Даты рождения и смерти неизвестны. В 844 году был незаконно избран папой, но вскоре смещён с престола. Дальнейшая судьба неизвестна.
После смерти папы Григория IV архидиакон Иоанн был провозглашён простыми жителями Рима папой, в то время как знать избрала понтификом Сергия II, римлянина благородного происхождения. Сторонники Иоанна были побеждены, но Сергий своим вмешательством сохранил жизнь их лидеру. Интронизация Сергия была проведена немедленно, без ожидания необходимого одобрения кандидатуры нового папы монархом Франкской империи.
Согласно преданию, папа Иоанн VIII был не кем иным, как папессой Иоанной, о которой говорят, что она, якобы, была папой в течение двух лет. История о существовании папессы Иоанны рассматривается большинством современных историков и богословов как фикция, возможно, происходящая от антипапской сатиры.